# Sango Fighter
Sango Fighter ist ein Fighting-Game-Computerspiel, das 1993 von Panda Entertainment herausgebracht wurde. Es ähnelt grob der Street-Fighter- und Samurai-Shodown-Serie. Die Handlung ist in der Zeit der Drei Reiche angesiedelt. Gegenüber anderen Kampfspielen wird hier großer Wert auf die (reale) Geschichte gelegt und die Spielfiguren entsprechen realen Vorbildern.

## Versionen
Zuerst erschien Sango Fighter für DOS-PCs in der Republik China (Taiwan) als San Guo Zhi während die Portierungen für den PC-98 und dem Super A'Can erst 1995 erschienen. Eine Veröffentlichung in den USA war unter dem Titel Violent Vengeance geplant, jedoch schlussendlich abgesagt. Inoffiziell erschien eine Portierung in Südkorea unter dem Namen Sangokushi für das Sega Master System.
Seit dem 18. Juni 2009 ist es kostenlos als Browserspiel erhältlich. Das Super Fighter Team erwarb dazu die Rechte von Panda Entertainment.

## Figuren
Nachfolgend eine Auflistung aller Figuren:
- Guan Yu
- Zhang Fei
- Zhao Yun
- Ma Chao
- Huang Zhong
- Xu Huang
- Xiahou Yuan
- Xiahou Dun
- Xu Chu
- Dian Wei
- Lü Bu
- Cao Cao
- namenloser Soldat unter Cao Caos Ägide[2]

## Kritiken
MobyGames zufolge erhielt das Spiel gute bis sehr gute Kritiken.

## Nachfolger
Sango Fighter 2 wurde 1995 veröffentlicht.